# Álvaro Sobrinho
Pour les articles homonymes, voir Sobrinho.
Alvaro de Oliveira Madaleno Sobrinho (né en 1962) est un philanthrope, banquier et homme d'affaires angolais.

## Biographie

### Famille et études
Sobrinho étudie les mathématiques et les statistiques à la Nouvelle Université de Lisbonne. Après ses études au Portugal, il commence sa carrière dans la société d'assurance World Trust.

### Carrière

#### Banco Espírito Santo
À l'âge de 38 ans, en 2000, il devient l'un des administrateurs de la banque Banco Espirito Santo (BES) à Lisbonne, et il est chargé de fonder la filiale en Angola, Banco Espírito Santo Angola (BESA). Il en est directeur général jusqu'en octobre 2012.

#### Banco Valor
En 2013, Sobrinho devient Président Exécutif de la Banco Valor Angola.

#### Ses investissements
Sobrinho réalise de nombreux investissements dans les télécommunications, avec YooMee Africa, et dans l'industrie des médias avec le Newshold Group, ainsi que d'autres entreprises dans le domaine de l'édition, du commerce de détail, du tourisme et des énergies renouvelables.
Sobrinho est aussi le principal actionnaire du club Sporting Clube de Portugal.
Il obtient en mars 2017 un permis de la Financial Services Commission (FSC) pour opérer une banque d’investissement à Maurice.

#### Actions philanthropiques
Sobrinho est président et membre fondateur de l'organisation non gouvernementale Planet Earth Institute, située à Londres. Le Planet Earth Institute est accrédité auprès du Programme des Nations unies pour l'environnement et sa mission est de soutenir "l'indépendance scientifique de l'Afrique" .

### Poursuites pour blanchiment d'argent
Il fait l'objet de poursuites pour blanchiment d'argent par les autorités portugaises. Pendant le mandat d'Alvaro Sobrinho, la BESA aurait accordé des prêts d'une valeur de 5,7 milliards de dollars US, qui n'ont jamais été remboursés. Des membres de sa famille, l’entourage immédiat du président angolais José Eduardo dos Santos et lui-même en auraient profité. Une enquête menée par le journal portugais Diário de Notícias révèle ainsi le 2 septembre 2010 que Sobrinho a acquis six appartements dans le complexe Estoril Sol de la Résidence, avec un paiement initial de 9,5 millions d'euros. Ses frères, Sílvio et Emanuel Madaleno, sont également propriétaires de trois appartements à Estoril Sol,. Les appartements ont été saisis par ordre de la cour, mais ont ensuite été retournés à Sobrinho par la cour d'appel en raison du manque de preuves.
En 2014, Sobrinho refute ces allégations.
Il fait également l'objet de poursuites en Suisse. Il est soupçonné d’avoir placé une partie de l’argent de la BESA en Suisse, à travers la société Akoya dont il a été le partenaire.
En mars 2018, Mediapart et le réseau EIC révèlent qu’Alvaro Sobrinho aurait détourné plus de 600 millions de dollars de la BESA lorsqu'il dirigeait la banque. 